# Sylvestre François Lacroix

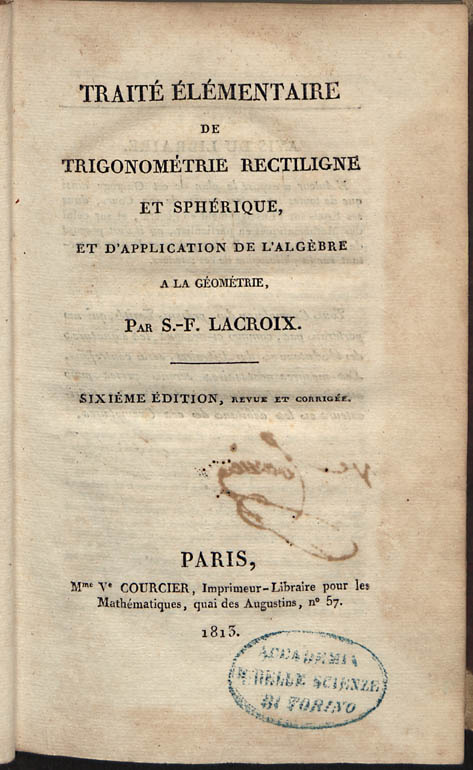
Traité élémentaire de trigonométrie rectiligne et sphérique, et d'application de l'algèbre à la géométrie, 1813

Sylvestre François Lacroix (París, 28 de abril de 1765 - París, 24 de mayo de 1843) fue un matemático francés. Fue autor de un Tratado del cálculo diferencial y del cálculo integral de gran difusión, que tuvo una gran influencia académica en el siglo XIX.

## Semblanza
Lacroix nació en París y fue criado en una familia pobre que se las arregló para obtener una buena educación para su hijo. El interés de Lacroix por las matemáticas comenzó con la novela Robinson Crusoe, que estimuló su curiosidad por los barcos y por la navegación a vela. Fascinado por la geometría, se fue aficionando rápidamente por el resto de las matemáticas. Asistió a las clases de Antoine René Mauduit en la Universidad Real de Francia y de Joseph-François Marie en el Colegio Mazarine de la Universidad de París. En 1779 obtuvo algunas observaciones lunares de Pierre Charles Le Monnier y comenzó a calcular las variables de la teoría del movimiento lunar. Al año siguiente acudió a algunas conferencias de Gaspard Monge.
En 1782, a la edad de 17 años, se convirtió en instructor de matemáticas en la Escuela de Guardiamarinas de Rochefort. Monge fue examinador de estudiantes y supervisor de Lacroix hasta 1795. De regreso a París, Nicolás de Condorcet contrató a Lacroix como instructor de caballeros en un Liceo de París. En 1787 comenzó a enseñar en la Escuela Real Militar de París y se casó con Marie Nicole Sophie Arcambal.
Una vez en Besançon desde 1788, impartió cursos en la Escuela Real de Artillería bajo el examinador Pierre-Simon Laplace. Su permanencia en Besançon duró hasta 1793, cuando Lacroix volvió a París.
La que vino a continuación fue la mejor y a la vez la peor etapa de su vida: Lavoisier había abierto su investigación sobre la "nueva química", un tema que Lacroix estudió con Jean Henri Hassenfratz. También se unió a la Sociedad Filomática de París que contaba con una revista en la que hacer públicos sus hallazgos. Por otra parte, París estaba en las garras del Reino del Terror. En 1794 Lacroix se convirtió en director de la Comisión Ejecutiva para la instrucción pública. En esta posición impulsó el sistema de Escuelas Centrales y la Escuela Normal. En 1795 fue profesor en la Escuela Central de los Cuatro-Estados.
El primer volumen de su Traité du Calcul Différentiel et du Calcul Intégral fue publicado en 1797. Legendre predijo que "se hará a sí mismo visible por la elección de métodos, su generalidad y el rigor de las demostraciones."
En una visión retrospectiva, Ivor Grattan-Guinness observó que:
Su tratado es de lejos el trabajo de su clase que más campo abarca para la época. No se conoce la amplitud de su circulación y puede que no haya sido muy grande... Pero es tan conocido como cualquier otro tratado de su tiempo y ciertamente más digno de lectura que cualquier otro, especialmente para la nueva generación.
En 1799, se convirtió en profesor de análisis en la École Polytechnique.
Lacroix fue el autor de al menos 17 semblanzas para la  Biographie Universalle compilada por Louis Gabriel Michaud.
En 1809, ingresó en la Facultad de Ciencias de París, y en 1812 comenzó a enseñar en el Colegio de Francia, siendo nombrado presidente de la sección de matemáticas en 1815.
Cuando la segunda edición del Traité du Calcul Différentiel et du Calcul Intégral fue publicado en tres volúmenes en 1810, 1814 y 1819, Lacroix renovó el texto:
Nuevo material, con muchos de los avances aparecidos en el nuevo siglo, introducidos en el texto, que se completa con una larga lista de correcciones y adiciones y una espléndida tabla de contenidos. Además, la estructura de la obra ha cambiado algo, especialmente el tercer volumen de la serie. Pero la impresión general es que las corrientes principales y las direcciones del cálculo han sido amplificadas y enriquecidas, en lugar de haber cambiado de alguna forma sustancial.
Durante su carrera, produjo numerosos libros de texto importantes en matemáticas. Las traducciones de estos libros a la lengua inglesa fueron utilizadas en las universidades británicas, permaneciendo en circulación durante casi 50 años.
En 1812, Babbage fundó la sociedad analítica para la traducción del Cálculo Diferencial e Integral, y el libro fue traducido al inglés en 1816 por George Peacock.

## Publicaciones Principales
- Traité du Calcul Différentiel et du Calcul Intégral, Courcier, Paris, 1797-1800.
  - 1797: Primer tomo, enlace al archivo en internet.
  - 1798: Segundo tomo, enlace al archivo en internet.
  - 1800: Tercer tomo: Traité des Diferences et des Séries, enlace al archivo en internet.
- 1802: Traité Élémentaire du Calcul Différentiel et du Calcul Intégral, enlace de HathiTrust.
  - Revisado y publicado nuevamente varias veces; la 9ª edición apareció en 1881.
- 1804: Complément des Élémens d 'algèbre, à l ' usage de l' École Centrale des Quatre-Nations, Courcier, París, 5ª edición (1825), enlace al archivo en internet.
- 1814: Eléments de Géométrie à l ' usage de l'École Centrale des Quatre-Nations, 10.ª edición, enlace de Hathi Trust.
- 1816: Traité élémentaire de calcul des probabilités, París, mazo-Bachelier, enlace de HathiTrust.
- 1816: Essais sur l'Enseignement en Général, et sur celui des Mathématiques en Particulier, enlace al archivo en internet.

## Eponimia
- El cráter lunar Lacroix lleva este nombre en su memoria.[5]